# Arrondissement Roanne
Roanne is een arrondissement van het Franse departement Loire in de regio Auvergne-Rhône-Alpes. De onderprefectuur is Roanne.

## Kantons
Het arrondissement was tot en met 2014 samengesteld uit de volgende kantons:
- Kanton Belmont-de-la-Loire
- Kanton Charlieu
- Kanton Néronde
- Kanton La Pacaudière
- Kanton Perreux
- Kanton Roanne-Nord
- Kanton Roanne-Sud
- Kanton Saint-Germain-Laval
- Kanton Saint-Haon-le-Châtel
- Kanton Saint-Just-en-Chevalet
- Kanton Saint-Symphorien-de-Lay

Vanaf de herindeling van de kantons met uitwerking in 2015 zijn dat: 
- Kanton Boën-sur-Lignon : 14 van de 54 gemeenten
- Kanton Charlieu
- Kanton Coteau
- Kanton Renaison
- Kanton Roanne-1
- Kanton Roanne-2